# BSE (satélite)
O BSE  (também conhecido por Yuri 1) foi um satélite de comunicação geoestacionário japonês construído pela empresa GE Astro, ele esteve localizado na posição orbital próximo de 110 graus de longitude leste e era operado pela Telecommunications Satellite Company of Japan (TSCJ). O satélite foi baseado na plataforma AS-3000 e sua expectativa de vida útil era de 3 anos.

## História
O Medium-Scale Broadcasting Satellite for Experimental Purposes (BSE) foi um satélite de comunicações experimental. Seu corpo principal era de forma irregular, mas, mais ou menos cúbico. Ele tinha um par simétrico de painéis solares retangulares estendidos, em ambos os lados do corpo do satélite para um comprimento total de 8,95 m e 1,48 m de largura. Estes foram girados para a exposição solar no máximo. Foi montado num outro lado do satélite um disco de antena elíptica - paraboloide com um radiador de três chifres composto projetado para irradiar eficientemente áreas geográficas principais de interesse para o Japão. A altura combinada do satélite e antena era de 3,09 m. O corpo do satélite era de 1,32 m de largura por 1,19 m de comprimento. A sonda usava, estabilização de três eixos ativos empregando rodas de zero impulso e propulsores de hidrazina. O satélite foi projetado para uma vida útil de três anos no local perto de 110 graus de longitude leste. Nos experimentos foram usadas frequências de 2.1, 2.3, 12 e 14 GHz para o controle do satélite/telemetria e estudos de transmissão de TV. Os experimentos envolveu estudos de características de sinal de TV, atenuação de chuvas em 12 GHz, o desempenho do terminal de satélite/terrestre, compartilhamento de frequência chão/satélite, técnicas de controle de satélites, as operações de radiodifusão por satélite e avaliação da qualidade do sinal de TV.

## Lançamento
O satélite foi lançado com sucesso ao espaço no dia 07 de abril de 1978, por meio de um veículo Delta-2914, laçando a partir da Estação da Força Aérea de Cabo Canaveral, na Flórida, EUA.

## Capacidade e cobertura
O BSE era equipado com 2 transponders em banda Ku, para fornecer serviços de telecomunicação ao Japão.